# Hugo Longa
Hugo Longa (Guaviyú de Arapey, Salto, 4 de junio de 1934 - Montevideo, 30 de agosto de 1990) fue un pintor y docente de arte uruguayo, conocido por sus objetos, assemblages y collages.

## Biografía
Nació en 1934 en Guaviyú de Arapey, departamento de Salto. Estudió dibujo con Edmundo Prati en Salto. En 1954 ingresó a la Facultad de Derecho y a partir de 1966 estudió dibujo y pintura con Jorge Damiani en el Círculo de Bellas Artes, ese mismo año comenzó a exponer. Durante casi 10 años trabajó como bancario, teniendo el arte en un segundo plano, hasta que un marchand adquirió su producción de un año completo, consistente en 12 cuadros, 28 lienzos, 30 acuarelas y 10 objetos. Al día siguiente renunció a su trabajo.
En 1979 integró el envío uruguayo a la Bienal de San Pablo junto con Miguel Battegazzore, Francisco Matto, Américo Sposito y Carlos María Tonelli.
En 1987 obtuvo el Premio Fraternidad de la B'nai B'rith Uruguay.
Ejerció la labor docente desde su propio taller de enseñanza, y varios de sus alumnos integran la nueva generación de artistas uruguayos, como Margaret Whyte, María Clara Rossi, Gustavo Tabares y Fernando López Lage.
Su obra tiene mucho de artesanal, ya que formaba parte de una generación de artistas, a la que se conoce como generación del 67, nacidos en su mayoría cerca de la década de 1940, cuya característica fundamental era su interés por abordar de una forma u otra la realidad social y política en la que vivían, con una porosidad con los ámbitos de la poesía experimental, la gráfica de prensa escrita y la producción artesanal.

## Obra
Su obra es entre surrealista y grotesca.
Entre sus series se destacan los collages sobre Auschwitz creados entre 1967 y 1976. En sus collages y ensamblajes explora mundos imaginarios donde lo fabuloso da espacio a cuotas  surrealistas y referencias del arte pop con un poderoso sentido del humor. A partir de la década de 1980 un cromatismo desbordante con pinceladas violentas y gran densidad matérica define su obra.
Numerosas obras suyas integran la Colección Engelman-Ost, el Museo Nacional de Artes Visuales y colecciones privadas.
Falleció  en Montevideo el 30 de agosto de 1990. 